# Carl Aage Hilbert
Carl Aage Hilbert (* 27. März 1899 in Kopenhagen, Dänemark; † 17. Oktober 1953 ebenda) war ein dänischer Jurist und Amtmann der Färöer während der britischen Besetzung der Inseln im Zweiten Weltkrieg.

## Leben
C. A. Hilbert ist der Sohn von Doretha Marie, geborene Barnucka, und Emil Christopher Hilbert aus Kopenhagen. Er war verheiratet mit Gudrun Marie Christine, (geborene Nielsen 1900 in Nykøbing). Zusammen hatten sie den Sohn Niels-Ole (* 18. Mai 1932).
Nach seinem Abitur 1916 studierte C. A. Hilbert Jura und schloss 1921 als cand. jur. ab. Es folgten Anstellungen in verschiedenen Kopenhagener Ministerien und ab 1930 ein Richteramt in Kopenhagen, bis er 1936 als amtmaður (Amtmann) auf die Färöer kam, die damals als ein dänisches Amt verwaltet wurden.
Während seiner Amtszeit wurde dort der färöische Sprachstreit ausgefochten, der 1938 zugunsten der färöischen Nationalbewegung entschieden wurde. Eine andere innenpolitische Auseinandersetzung jener Zeit war die Anerkennung der Flagge der Färöer, die er vehement verweigerte. Als die Färöer 1940 im Zweiten Weltkrieg von Großbritannien besetzt wurden, kam in dieser Frage die unerwartete Wende, da Winston Churchill darauf bestand, dass die Flagge der Färöer nur mehr auf See geführt werden solle.
Während der Besetzung waren die Färöer vollständig von Kopenhagen abgeschnitten, und so hatten die Färöer eine eigene Regierung, der Hilbert zusammen mit einem Ausschuss von Løgtingsabgeordneten und dem Løgmaður angehörte. Stand Hilbert noch am Anfang seiner Amtszeit unter scharfer Kritik, so wird er heute auf den Färöern wegen dieser Regierungszeit überwiegend positiv bewertet. Mit dem Ende des Zweiten Weltkrieges 1945 endete auch Hilberts Amtszeit auf den Färöern.
| Vorgänger        | Amt                          | Nachfolger         |
| ---------------- | ---------------------------- | ------------------ |
| Hjalmar Ringberg | Amtmann der Färöer 1936–1945 | Cai A. Vagn-Hansen |

| Personendaten    | Personendaten                                                                                               |
| ---------------- | --- |
| NAME             | Hilbert, Carl Aage                                                                                          |
| KURZBESCHREIBUNG | dänischer Jurist und Gouverneur der Färöer während der britischen Besetzung der Inseln im Zweiten Weltkrieg |
| GEBURTSDATUM     | 27. März 1899                                                                                               |
| GEBURTSORT       | Kopenhagen, Dänemark                                                                                        |
| STERBEDATUM      | 17. Oktober 1953                                                                                            |
| STERBEORT        | Kopenhagen, Dänemark                                                                                        |